# Шарлевіль-Мезьєр
Шарлеві́ль-Мезьє́р (фр. Charleville-Mézières фр. вимова: [ʃaʁləvil mezjɛʁ] ( прослухати)) — місто та муніципалітет у Франції, у регіоні Гранд-Ест, адміністративний центр департаменту Арденни. Населення — 46 398 осіб (01.01.2021).
Муніципалітет розташований на відстані близько 200 км на північний схід від Парижа, 95 км на північ від Шалон-ан-Шампань.

## Історія

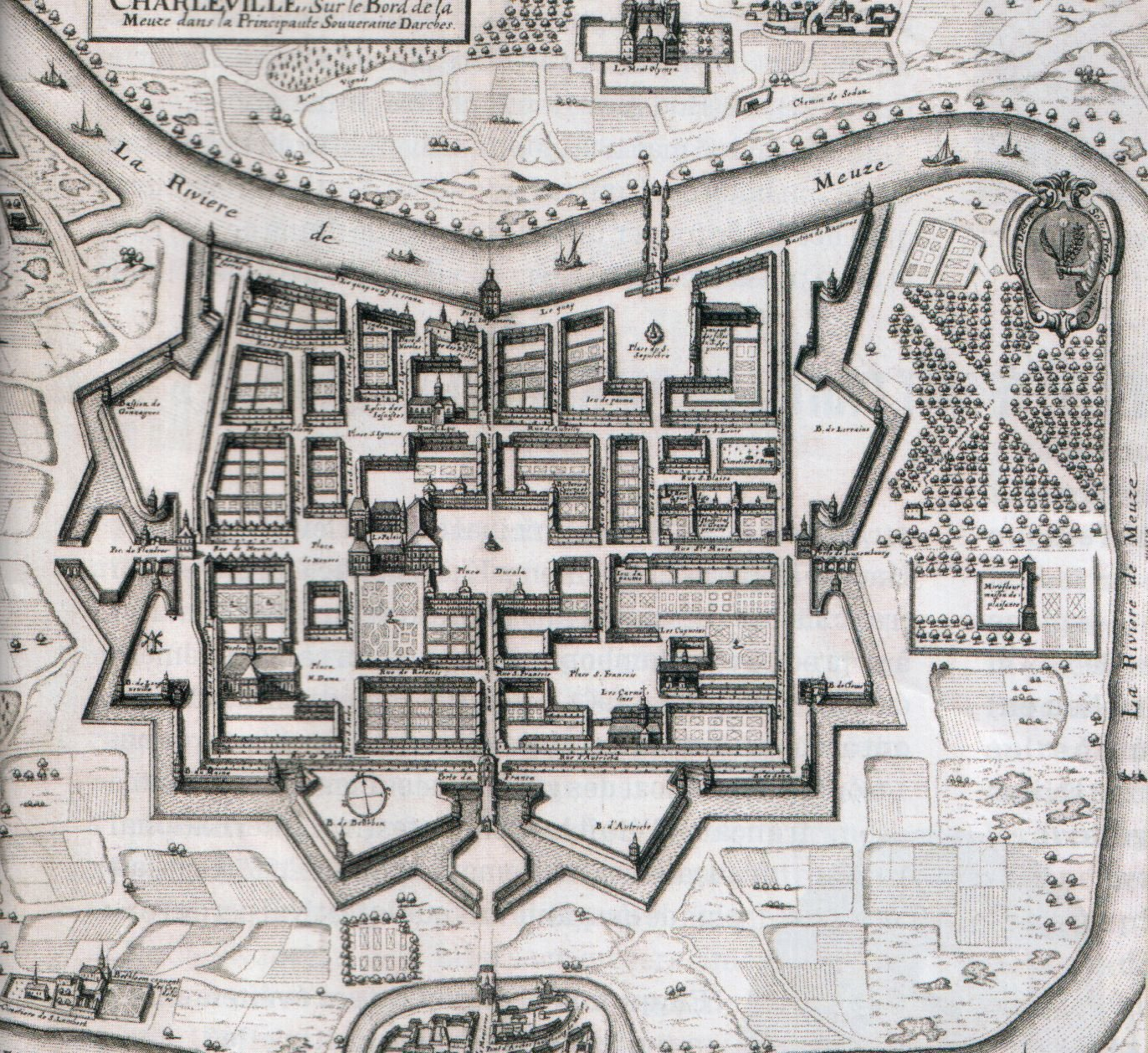
Шарлевіль у 1625

Шарлевіль та Мезьєр були спочатку окремими громадами на протилежних берегах Маасу, приблизно 1,2 км (0,75 миля) одна від одної. Шарлевіль був заснований Карлом Гонзагою, 8-м герцогом Мантуї, у 1606 році його жителі були відомі як (Carolopolitains або Carolopolitaines). Він був процвітаючим з XVII століття, хоча його укріплення були розібрані за часів Людовика XIV у 1687 році, а в 1708 він перейшов до Франції. У 1815 році він був розграбований пруссаками. Раніше там розташовувався французький завод озброєнь, який дав свою назву мушкету Шарлевіль, перш ніж його перевезли та розділили між Тюлем і Шательро. У XIX столітті місто продовжувало виробляти зброю через приватні фірми, а також цвяхи, металовироби, вино, спиртні напої, вугілля, залізо та шифер. Він міг похвалитися просторим портом, театром, великою публічною бібліотекою та музеєм природної історії.
Мешканці Мезьєра були відомі як (Macériens або Macériennes).
До середини XIX століття два міста з'єднав підвісний міст. Воно було окуповане Німецькою імперією під час Першої світової війни та нацистською Німеччиною під час Другої світової війни — місто служило центром Oberste Heeresleitung (OHL) протягом 26 днів під час Першої світової війни. Сучасний муніципалітет був заснований у 1966, через рік після того, як інший муніципалітет, Ле Те, був об’єднаний з Мезьєром.
До 2015 року муніципалітет перебував у складі регіону Шампань-Арденни. Від 1 січня 2016 року належить до нового об'єднаного регіону Гранд-Ест.

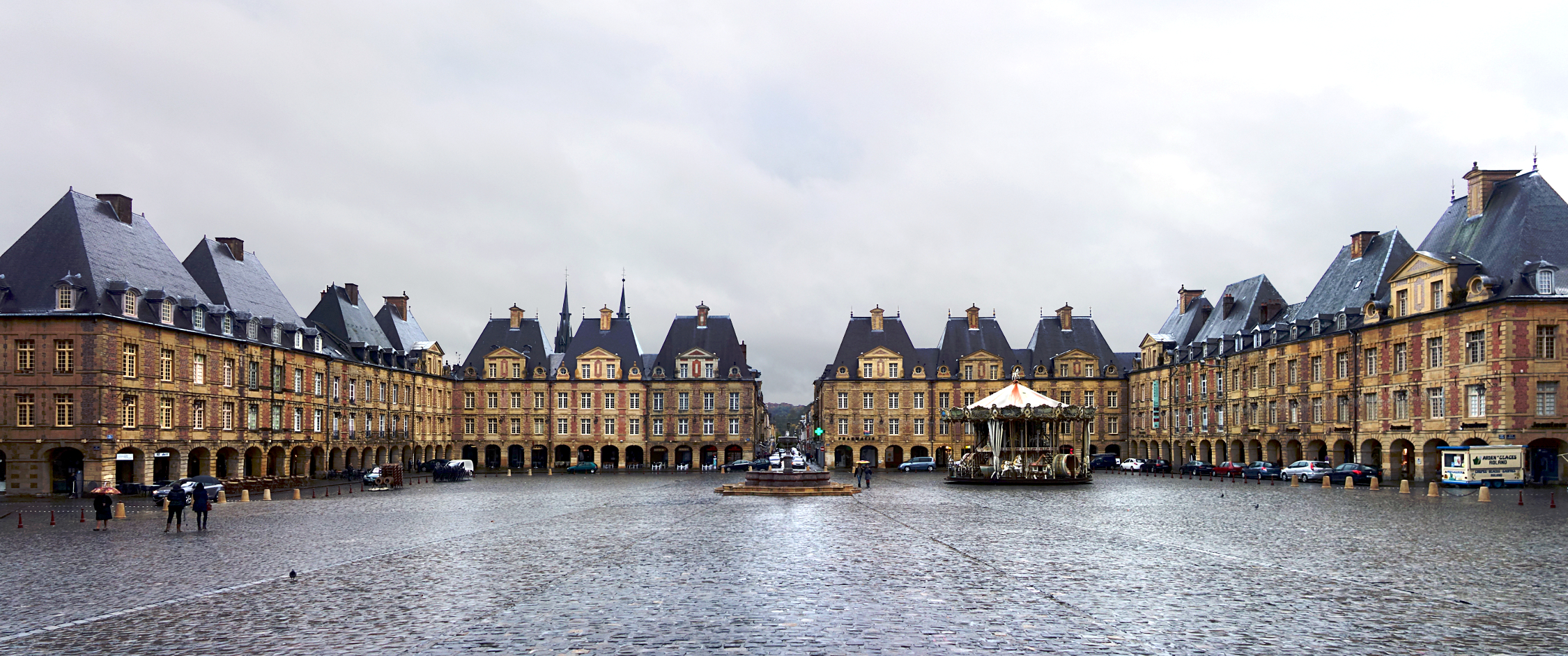
Панорама, закладена в 1606

## Демографія
Динаміка населення (Cassini і INSEE ):
Розподіл населення за віком та статтю (2006):
| Стать | Всього | До 15 років | 15-24 | 25-44 | 45-64 | 65-85 | Понад 85 |
| --- | ------ | ----------- | ----- | ----- | ----- | ----- | -------- |
| Чоловіки | 24 902 | 4745        | 3847  | 6863  | 6170  | 2990  | 287      |
| Жінки | 27 074 | 4336        | 3589  | 7051  | 6671  | 4599  | 828      |
| \| Статево-вікова піраміда \| Статево-вікова піраміда \| Статево-вікова піраміда \| \| ----------------------- \| ----------------------- \| ----------------------- \| \| Чоловіки \| Вік \| Жінки \| \| 287 \| 85 + \| 828 \| \| 411 \| 80-84 \| 1016 \| \| 760 \| 75-79 \| 1186 \| \| 928 \| 70-74 \| 1236 \| \| 891 \| 65-69 \| 1161 \| \| 1057 \| 60-64 \| 1174 \| \| 1704 \| 55-59 \| 1597 \| \| 1702 \| 50-54 \| 2049 \| \| 1707 \| 45-49 \| 1851 \| \| 1587 \| 40-44 \| 1853 \| \| 1620 \| 35-39 \| 1754 \| \| 1871 \| 30-34 \| 1688 \| \| 1785 \| 25-29 \| 1756 \| \| 1952 \| 20-24 \| 1861 \| \| 1895 \| 15-20 \| 1728 \| \| 1580 \| 10-14 \| 1495 \| \| 1534 \| 5-9 \| 1529 \| \| 1631 \| 0-4 \| 1312 \| |        |             |       |       |       |       |          |
| Статево-вікова піраміда |        |             |       |       |       |       |          |
| Чоловіки | Вік    | Жінки       |       |       |       |       |          |
| 287 | 85 +   | 828         |       |       |       |       |          |
| 411 | 80-84  | 1016        |       |       |       |       |          |
| 760 | 75-79  | 1186        |       |       |       |       |          |
| 928 | 70-74  | 1236        |       |       |       |       |          |
| 891 | 65-69  | 1161        |       |       |       |       |          |
| 1057 | 60-64  | 1174        |       |       |       |       |          |
| 1704 | 55-59  | 1597        |       |       |       |       |          |
| 1702 | 50-54  | 2049        |       |       |       |       |          |
| 1707 | 45-49  | 1851        |       |       |       |       |          |
| 1587 | 40-44  | 1853        |       |       |       |       |          |
| 1620 | 35-39  | 1754        |       |       |       |       |          |
| 1871 | 30-34  | 1688        |       |       |       |       |          |
| 1785 | 25-29  | 1756        |       |       |       |       |          |
| 1952 | 20-24  | 1861        |       |       |       |       |          |
| 1895 | 15-20  | 1728        |       |       |       |       |          |
| 1580 | 10-14  | 1495        |       |       |       |       |          |
| 1534 | 5-9    | 1529        |       |       |       |       |          |
| 1631 | 0-4    | 1312        |       |       |       |       |          |

## Економіка
2010 року серед 32 504 осіб працездатного віку (15—64 років) 21 170 були активними, 11 334 — неактивними (показник активності 65,1%, у 1999 році було 68,3%). З 21 170 активних мешканців працювало 17 098 осіб (8999 чоловіків та 8099 жінок), безробітними було 4072 (2205 чоловіків та 1867 жінок). Серед 11 334 неактивних 3206 осіб було учнями чи студентами, 2825 — пенсіонерами, 5303 були неактивними з інших причин.
У 2010 році у муніципалітеті числилось 22852 оподатковані домогосподарства, у яких проживали 48269,0 особи, медіана доходів виносила 14 867 євро на одного особоспоживача.

## Уродженці
- Поль Морель (*1890 — †1915) — французький футболіст, нападник.